# ジェフリー・ジェンドリック
ジェフリー・ジェンドリック（Jeffrey Jendryk、1995年9月15日 - ）は、アメリカ合衆国の男子バレーボール選手。アメリカ代表。

## 来歴

### クラブチーム
イリノイ州ウィートン出身。ロヨラ大学在学中は2015年のNCAAバレーボール選手権で優勝し、自身もMVPを受賞した。2018年、ドイツブンデスリーガのベルリン・リサイクリング・バレーズへ入団し、2018/19シーズンのブンデスリーガで優勝した。2020/21シーズンはポーランドプラスリーガのアセッコ・レソヴィア・ジェシュフへ移籍した。2021/22シーズンは再びドイツのベルリン・リサイクリング・バレーズと契約し、ブンデスリーガで優勝を果たした。2022/23シーズンはポーランドのBogdanka LUK Lublinでプレーした。2023/24シーズンはイタリアセリエA1のPrisma Taranto Volleyと契約した。

### 代表チーム
アンダーカテゴリーの代表として2015年のU-21世界選手権に出場した。2016年にシニア代表に初選出されると、翌年のワールドリーグでデビューし、グラチャンに出場した。2018年にイタリアで開催された世界選手権では銅メダルを獲得した。2019年9月に日本で開催されたワールドカップでは銅メダルを獲得した。2022年、ネーションズリーグで銀メダルを獲得した。2023年、パリ五輪予選/ワールドカップにてパリ五輪出場権に貢献した。

## 球歴
- オリンピック - 2024年
- 世界選手権 - 2018年、2022年
- ワールドカップ - 2019年、2023年
- ネーションズリーグ - 2018年、2019年、2021年、2022年、2023年
- グラチャン - 2017年

## 受賞歴
- 2015年 - NCAAバレーボール選手権 MVP、ベストブロッカー賞
- 2019年 - 北中米選手権 ベストミドルブロッカー賞
- 2020年 - 2019/20ドイツブンデスリーガ ベストスパイカー賞
- 2022年 - 2021/22ドイツブンデスリーガ ベストスパイカー賞、ベストブロッカー賞、ベストミドルブロッカー賞

## 所属クラブ
- ロヨラ大学
- ベルリン・リサイクリング・バレーズ（2018-2020年）
- アセッコ・レソヴィア・ジェシュフ（2020-2021年）
- ベルリン・リサイクリング・バレーズ（2021-2022年）
- Bogdanka LUK Lublin（2022-2023年）
- Prisma Taranto Volley（2023年-）